# Luigi Mastrangelo
Pour les articles homonymes, voir Mastrangelo.

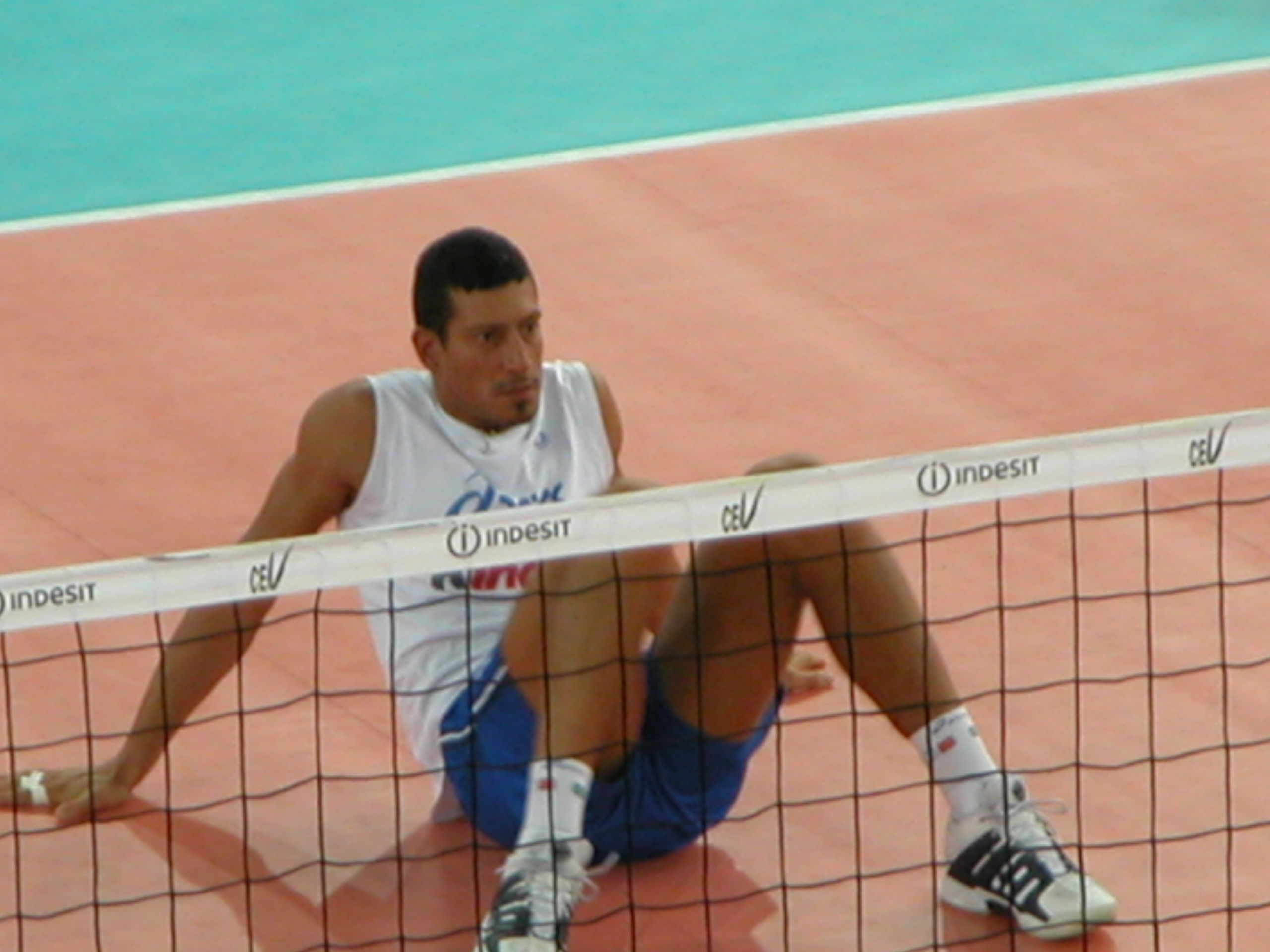
L. Mastrangelo au Championnat d'Europe 2005

Luigi Mastrangelo (né le 17 août 1975 à Mottola) est un joueur de volley-ball italien. Il mesure 2,02 m et joue central. Il totalise 212 sélections en équipe d'Italie. 
Il est supporter de la Juventus.

## Clubs
| Club                  | Pays   | De        | À         |
| --------------------- | ------ | --------- | --------- |
| Coni                  | Italie | 1994-1995 | 1994-1995 |
| Mondovì               | Italie | 1995-1996 | 1995-1996 |
| Sant'Antioco          | Italie | 1996-1997 | 1996-1997 |
| Coni                  | Italie | 1997-1998 | 2001-2002 |
| Macerata              | Italie | 2002-2003 | 2004-2005 |
| Modène                | Italie | 2005-2006 | 2005-2006 |
| M. Volley Rome        | Italie | 2006-2007 | 2007-2008 |
| Martina Franca Volley | Italie | 2008-2009 | 2008-2009 |
| Piemonte Volley       | Italie | 2009-2010 | …         |

## Palmarès
- En club :
  - Coppa Italia : 1999, 2002, 2003
  - Supercoupe d'Italie : 1999
  - Coupe des Coupes : 1998
  - Supercoupe d'Europe : 1997
- En équipe nationale d'Italie :
  - Championnat d'Europe : 1999, 2003, 2005
  - Ligue mondiale : 1999, 2000